# Reynaldo Bignone
Reynaldo Benito Antonio Bignone Ramayón (Buenos Aires, 21 gennaio 1928 – Buenos Aires, 7 marzo 2018) è stato un generale e politico argentino, dittatore del suo Paese dal 1º luglio 1982 al 10 dicembre 1983.

## Biografia
Nato nel 1928 da una famiglia piccolo-borghese di origini italiane, tedesche, spagnole e francesi, appoggiò il colpo di Stato di Jorge Rafael Videla il 24 marzo 1976 che portò all'instaurazione del Processo di riorganizzazione nazionale in Argentina e partecipò alla repressione attuata da Videla. Fu vice comandante della base militare di Campo de Mayo utilizzata come centro per torturare i prigionieri.
Il 18 giugno 1982, dopo la fallita invasione delle Isole Malvine, sostituì in pectore Leopoldo Galtieri e, dopo il breve interim di Alfredo Oscar Saint-Jean, il 1º luglio assunse la presidenza per un periodo di due anni, con l'obiettivo di gestire una transizione democratica. Incontrò tuttavia crescenti opposizioni e nell'ottobre del 1983 fu costretto a indire libere elezioni, che si svolsero il 10 dicembre e dalle quali uscì eletto il radicale Raúl Ricardo Alfonsín.
Non coinvolto inizialmente nei processi alle giunte militari del 1985 e 1986, nell'ottobre del 2006 Bignone fu messo agli arresti domiciliari. Il 20 aprile 2010 venne condannato da un tribunale di Buenos Aires a 25 anni di reclusione per crimini contro l'umanità, tra i quali 56 omicidi, sequestri e torture di prigionieri politici.. Il 5 luglio 2012 venne condannato a 15 anni di reclusione per rapimento e sottrazione di identità perpetrati nei confronti dei figli dei desaparecidos. Insieme a lui sono stati condannati Jorge Rafael Videla (50 anni) e Jorge Eduardo Acosta, detto "el Tigre" (30 anni).